# Villarosa di Martinsicuro
Villarosa di Martinsicuro (Villa Rosa) – miejscowość we Włoszech, w regionie Abruzja, w prowincji Teramo. Miejscowość administracyjnie przynależy do gminy Martinsicuro.